# Lewistown, Pennsylvania
Lewistown là một thị trấn thuộc quận Mifflin, tiểu bang Pennsylvania, Hoa Kỳ. Năm 2010, dân số của thị trấn này là 8338 người.